# Thomas Strickland (Ritter)
Sir Thomas Strickland of Sizergh (* um 1440; † 1494/97) war ein englischer Ritter.

## Leben
Sir Thomas Strickland war ein Sohn von Walter Strickland und Douce Croft.
Die Stricklands waren in Westmorland wohlhabende Landbesitzer und der Familie Neville, den Earls of Westmorland, verbunden.
Thomas Strickland stand während der Rosenkriege, wie sein Vater, treu zum Haus York.
Er kämpfte für York bei der Schlacht von Towton (1461), bei Barnet und Tewkesbury (1471) und erhielt am 4. Mai 1471 nach dem Sieg in Tewkesbury den Ritterschlag als Knight Bachelor.
Auch unter Richard III. blieb er dem Haus York treu und kämpfte am 22. August 1483 bei Bosworth gegen Henry Tudor, den Sieger und neuen König Heinrich VII.
Sir Thomas Strickland starb 1494 oder 1497.

## Ehen und Nachkommen
Sir Thomas war zweimal verheiratet, in erster Ehe mit Agnes Parr (1443–1490), Tochter des Thomas Parr und in zweiter Ehe mit Margaret, Witwe des Sir John Byron of Colwick, Tochter des Robert Fouleshurst of Crewe.
Er hinterließ folgende Kinder:
- Walter Strickland of Sizergh (um 1464–um 1506)
- Joan Strickland (1465–1528) ⚭ Thomas Middleton of Bethom
- Thomas Strickland (1469–1516), Rektor der Kirche von Gosford
- Gervase Strickland (1472–1506)
- Anne Strickland (um 1478–1546) ⚭ Sir Richard Assheton of Middleton
- Elizabeth Strickland (* vor 1504), Nonne in Syon Abbey, Isleworth